# Chelsea Handler
Pour les articles homonymes, voir Handler.
Chelsea Handler, née le 25 février 1975 à Livingston (New Jersey), est une actrice et humoriste américaine. Elle est aussi la productrice de son propre talk-show diffusé sur E!.

## Biographie
Chelsea Handler a écrit six livres qui figurent dans la liste des Bestseller du New-York Times, dont cinq ont atteint la première place. Son premier livre, Ma vie horizontale : Une collection de nuits uniques (2005), décrit la diversité des rencontres sexuelles qu’elle a vécues tout au long de sa vie. Son deuxième livre, Are You There, Vodka? It's me, Chelsea (2008), dont le titre est directement inspiré du roman de Judy Blume Are You There God? It's Me, Margaret., est une collection d’essais humoristiques qui a figuré en tête de la liste des meilleurs ventes du New York Times le 11 mai 2008, avec un tirage de plus de 350 000 exemplaires. Elle a fait une tournée nationale pour promouvoir son troisième livre, intitulé Chelsea Chelsea Bang Bang, paru le 9 mars 2010, qui a atteint la première place sur la liste des meilleures ventes de non fiction du New York Times pour le 21 mars 2010. 
Le 15 novembre 2010, il a été annoncé que les éditeurs de Chelsea Handler lui avaient donné sa propre publication, Borderline Amazing / A Chelsea Handler Book. Elle a également signé un contrat pour trois livres, dont Lies That Chelsea Handler.
Chelsea Handler a ses propres chroniques dans Cosmopolitan et NOW, un magazine people britannique. En mai 2009, elle est l'hôte des 20èmes GLAAD Media Awards à San Francisco. En juin 2009, elle est nommée grand maréchal de la gay pride de Los Angeles en 2009 « pour son soutien visible et criant à l'égalité ». En juillet 2010, lors d'une visite à Salt Lake City, elle  participe au projet de documentaire photographique I Am Equal en mémoire de sa mère, Rita, décédée des suites d'un cancer. Parallèlement à l'ajout de sa photo au documentaire et à la mosaïque de photos qui l'accompagne, elle partage également un reportage photo avec un message incitant les gens à prendre des risques dans la vie. En mars 2012, elle organise le gala de la campagne pour les droits de l'homme à Los Angeles.
En 2014, Chelsea Handler publie le livre Uganda Be Kidding Me, numéro deux sur la liste des meilleures ventes du New York Times pendant deux semaines. En octobre 2014, son stand-up Uganda Be Kidding Me: Live est publié sur Netflix.

### Jeunes années
Chelsea Handler est la plus jeune d'une fratrie de six enfants ; ses parents sont Rita (née Stoecker) et Seymour Handler. Son père, un Américain, est juif ; sa mère, née en Allemagne et arrivée aux États-Unis en 1958, mormone. Handler est élevée dans le judaïsme réformé. Elle déclare s'être sentie étrangère en grandissant, comme elle le dit à un journaliste : « Nous vivions dans ce charmant quartier juif… Tout le monde avait une Mercedes et une Jaguar, et j'allais à l'école en Pinto. » (« We lived in this nice Jewish neighborhood… Everyone had Mercedes and Jaguars, and I was going to school in a Pinto. »).

### Vie personnelle
En 2006, Chelsea Handler commence à fréquenter Ted Harbert, qui a supervisé E! en tant qu'ancien PDG de Comcast. Le 25 janvier 2010, elle confirme, via son émission télévisée de fin de soirée, qu'elle a rompu avec lui. La même année, une sex tape avec une fuite de Handler était proposée à la vente. Après que la nouvelle a été rendue publique, Handler déclare dans son émission que la vidéo « avait été faite comme une blague » plus de 10 ans plus tôt, ajoutant : « Je l'ai mise sur une cassette d'audition pour un club de comédie, parce que je suis un comédien, et ça fait des années que je la montre aux fêtes d'anniversaire ».  
Chelsea Handler est sortie avec le rappeur 50 Cent.
Elle est une partisane ardente de la candidate à la présidentielle Hillary Clinton en 2016 et critique son adversaire Donald Trump. En 2016, elle déclare au Daily Beast qu'une présidence de Trump serait la « fin de notre civilisation ». 
Elle vit à Bel Air, Los Angeles.

## Filmographie
- 2001 : Spy TV (en) (caméra cachée)
- 2001 : The Plotters : Ann
- 2002 : The Practice : Donnell et Associés (série télévisée) : Callie Fairbanks
- 2002 : Ma famille d'abord (My Wife and Kids) (série télévisée) : infirmière Amy
- 2004 : The Bernie Mac Show (série télévisée) : Doris Flynt
- 2004 : Girls Behaving Badly (en) (téléréalité)
- 2005 : Totally High
- 2006 : National Lampoon Presents Cattle Call (en) : Nikita
- 2006 : Reno 911, n'appelez pas ! (série télévisée) : Pinky
- 2007 : Steam (en) : Jacky
- 2007 : In the Motherhood (en) (série télévisée) : Heather
- 2011 : Hop : Mrs. Beck
- 2011 : Whitney (série télévisée) : Dr Price
- 2012 : Target (This Means War) : Trish
- 2012 : Are You There, Chelsea? (série télévisée) : Sloane
- 2012 : Fun Size : Joy DeSantis
- 2013 : Web Therapy : Chris Endicott
- 2013 : Call Me Crazy: A Five Film (en) (segment Eddie) : Alex
- 2019 : Hello Privilege. It's Me, Chelsea.
- 2019 : Will et Grace Donna Zimmer.